# Primat des Gaules
Le titre de primat des Gaules est conféré à l'archevêque de Lyon, ancienne capitale des Trois Gaules, en vertu de l'ancienneté de son siège. L’évêché de Lyon fut en effet, au IIe siècle, le premier de la Gaule, avec saint Pothin à sa tête. 
Le titre de primat, conféré à certains archevêques, est aujourd'hui uniquement honorifique. Ce titre garantissait autrefois une juridiction théorique sur plusieurs provinces ecclésiastiques. Le primat des Gaules, en particulier, exerçait une relative autorité sur les autres évêques de France.
Le titre de primat des Gaules fut confirmé en 1079, par une bulle du pape Grégoire VII.

## Histoire
Chronologiquement, l’évêché de Lyon fut, au IIe siècle, le premier de la Gaule, avec saint Pothin à sa tête. La primatie des Gaules a donc été naturellement attribuée à l'archevêque de Lyon, ancienne capitale des Trois Gaules impériales (la Lyonnaise, l’Aquitaine, la Belgique). 
La première mention de la fonction primatiale apparaît sous le règne de Louis le Pieux. Elle est attribuée à l'archevêque de Bourges Aïulf avec l'expression : « Es patriarcali primae praelatus honore sediss » (Vous êtes assis en l'honneur du premier patriarche). L'archevêque suivant Rodulf utilise également le terme. En 875, la fonction de primatie fut rattachée à la personne de l'archevêque de Sens (à l'époque d'Anségise) par Jean VIII au Concile de Ponthion, sans que le pape n'utilise le terme de primatie. Cette proposition, plus politique que canonique, était soutenue en sous-main par Charles le Chauve, qui voulait justifier ses prétentions politiques sur tout l'empire carolingien. L'archevêque de Reims, Hincmar, s'y opposa fermement, s'appuyant sur le droit canon. La proposition du pape ne fut pas reconnue, sauf par l'archevêque de Bordeaux, Frotaire, pour des intérêts personnels.
Grégoire VII confirme la primatie de Lyon à l'archevêque Gébuin par une bulle le 19 avril 1079, après une contestation au concile de Poitiers de 1078. Il écrit que l'église de Lyon avait joui de ce privilège per annorum longa curriccula. Il veut clairement par ce fait supprimer la primatie alors revendiquée par le puissant archevêque de Sens. Cette primatie est alors étendue sur les quatre provinces dites « lyonnaises » du Bas-Empire. Mais le pape limite également les pouvoirs de cette distinction. Son titulaire n'est plus qu'une juridiction d'appel et il n'exerce plus le vicariat apostolique.
La primatie est régulièrement contestée. Au concile de Clermont du 1er décembre 1095, le pape Urbain II confirme à nouveau le privilège de Lyon et déclare que l'archevêque de Sens doit soumission et obéissance au primat. Dans les faits, l'archevêque de Sens est membre du conseil du roi, étant souvent présent à Paris dans son prestigieux hôtel de Sens et plus influent que toute autre autorité religieuse. Ce n'est qu'en 1516, malgré les protestations de l'Université et du Parlement de Paris, qui par édit confère le titre de primat des Gaules et de Germanie au président du Campont, que le concordat de Bologne clôt ce chapitre du gallicanisme.
Le pape Calixte II (1119-1124), ancien archevêque de Vienne, octroie la dignité de « primat des primats des Gaules » à l'archevêque de Vienne. Il devient ainsi le supérieur des archevêques d'Aix, d'Auch, de Bourges, de Bordeaux, d'Embrun et de Narbonne, pour un territoire qui correspond à l'ancien diocèse romain des sept provinces. Cette dignité est supprimée en 1790 par la Constitution civile du Clergé, en même temps que l'archidiocèse de Vienne, et n'est pas rétablie par le concordat de 1801.
En 1696, la primatie des Gaules est contestée par le primat de Normandie. Un procès oppose Claude II de Saint-Georges, archevêque de Lyon et primat des Gaules, à Jacques Nicolas Colbert, archevêque de Rouen et primat de Normandie. La cause en est que l'archevêque de Rouen veut réaffirmer sa suprématie et son indépendance, à la suite d'un visa délivré par le primat des Gaules pour la nomination à une cure située sur le diocèse de Rouen. Achevé en 1702, le procès devant la justice du royaume de France donne raison à l'archevêque de Rouen, malgré la légitimité démontrée de la primatie des Gaules et simplement par défaut de possession. Cette curiosité de l'histoire fait du primat de Normandie l'égal du primat des Gaules, le premier faisant juridiction sur sa seule province ecclésiastique, le second sur le reste de la France : les trois autres Lyonnaises.

## Autres primats en France
En France, seuls les titres de primat des Gaules et de primat de Normandie, attribués respectivement aux archevêques de Lyon et de Rouen, sont encore utilisés. Il faut cependant y ajouter le titre, également honorifique, de primat de Lorraine porté par l'évêque de Nancy et de Toul, et celui de primat d'Aquitaine, dont les signes sont encore visibles dans les armoiries des archevêques de Bordeaux.